# El Palmito, Durango
El Palmito är en ort i Mexiko.   Den ligger i kommunen San Dimas och delstaten Durango, i den centrala delen av landet, 900 km nordväst om huvudstaden Mexico City. El Palmito ligger 1 722 meter över havet och antalet invånare är 109.
Terrängen runt El Palmito är bergig åt nordväst, men åt sydost är den kuperad. Terrängen runt El Palmito sluttar norrut. Runt El Palmito är det mycket glesbefolkat, med 3 invånare per kvadratkilometer. Närmaste större samhälle är La Campana, 10,1 km nordväst om El Palmito. I omgivningarna runt El Palmito växer i huvudsak blandskog.